# 製鉄記念八幡病院
製鉄記念八幡病院（せいてつきねんやはたびょういん）は、福岡県北九州市八幡東区にある民間病院。地域医療支援病院の承認を受けている。
市民からは製鐵病院（せいてつびょういん）の呼称で親しまれている。

## 診療科
- がん診療センター
- 内科
- 肝臓内科
- 消化器内科
- 循環器内科
- 糖尿病内科
- 腎臓内科
- 脳卒中・神経センター
- 心療内科
- 呼吸器内科
- 外科
- 消化器外科
- 呼吸器外科
- 血管外科
- 整形外科
- 形成外科
- 小児科
- 産婦人科
- 皮膚科
- 泌尿器科

- 眼科
- 耳鼻咽喉科
- 緩和ケア科
- 病理診断科
- 放射線科
- 麻酔科
- 救急・集中治療部
- 手術部
- 臨床研修部 - 九州大学内科系広域専門医研修圏の病院のひとつ

## 沿革
- 1900年（明治33年）10月 - 官営製鐵所附属病院として発足。
- 1934年（昭和9年）1月 - 日本製鐵株式会社発足に伴い、日本製鐵株式会社八幡製鐵所病院に名称変更。
- 1950年（昭和25年）4月 - 日本製鐵解体により、八幡製鐵株式會社八幡製鐵所病院に名称変更。
- 1970年（昭和45年） 4月 - 新日本製鐵株式会社（現・日本製鉄）発足に伴い、新日本製鐵株式会社八幡製鐵所病院に名称変更。
- 1974年（昭和49年） - 地域住民に診療全面開放。
- 1997年（平成9年）6月 - 医療法人社団新日鐵八幡記念病院に組織変更。
- 2011年（平成23年）12月 - 福岡県知事から社会医療法人の認定を受け、社会医療法人製鉄記念八幡病院に名称変更。

## 院内施設
- スピナ病院店（病院内の売店・電子マネーnimocaにも対応している。）
- 喫茶店
- 理髪店

## 併設施設
- 製鉄記念八幡看護専門学校

## アクセス
- 西鉄バス北九州製鉄記念八幡病院東口バス停または製鉄記念八幡病院西口バス停
- JRスペースワールド駅より徒歩12分